# Hocheingang

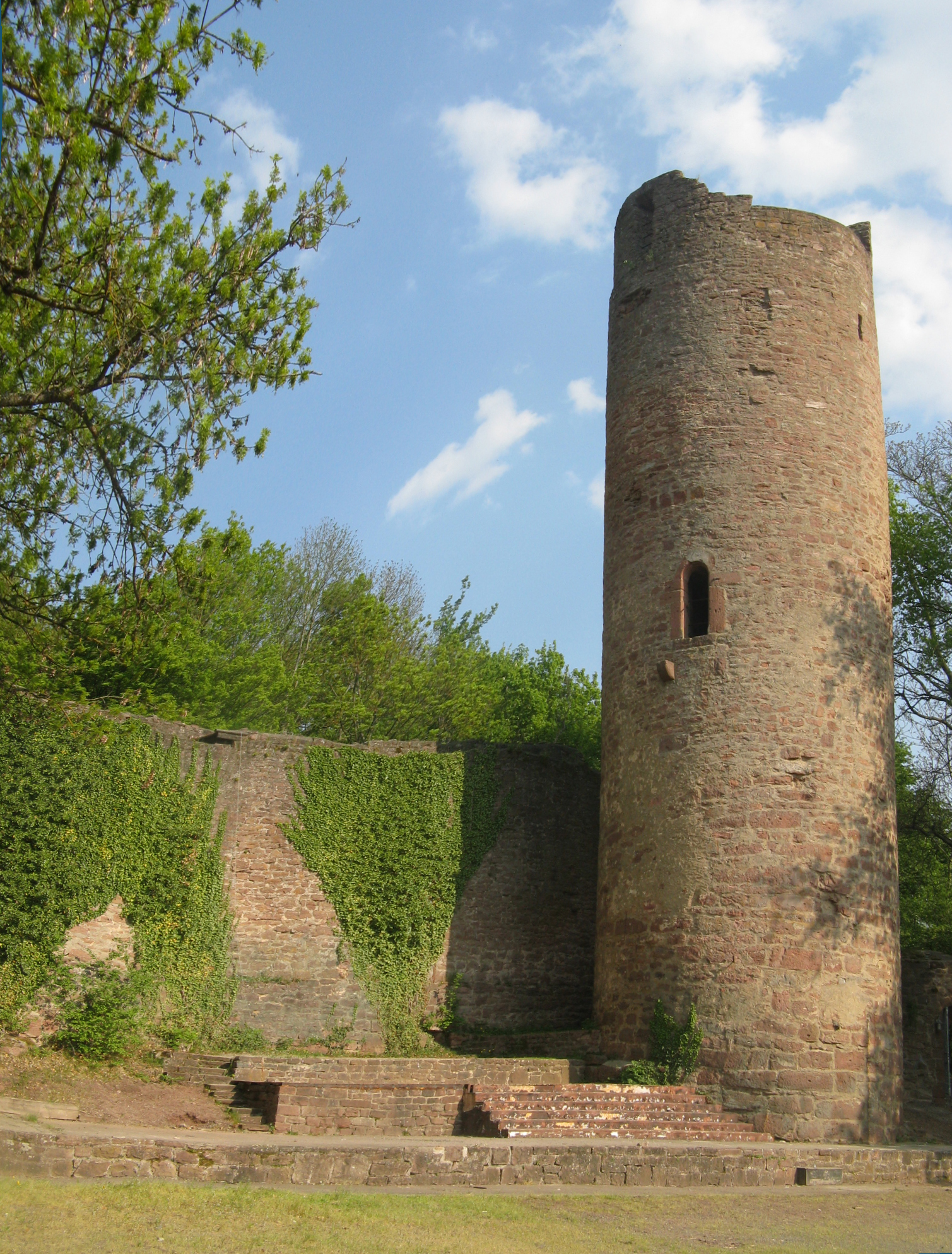
Hocheingang am Bergfried der Burgruine Scherenburg

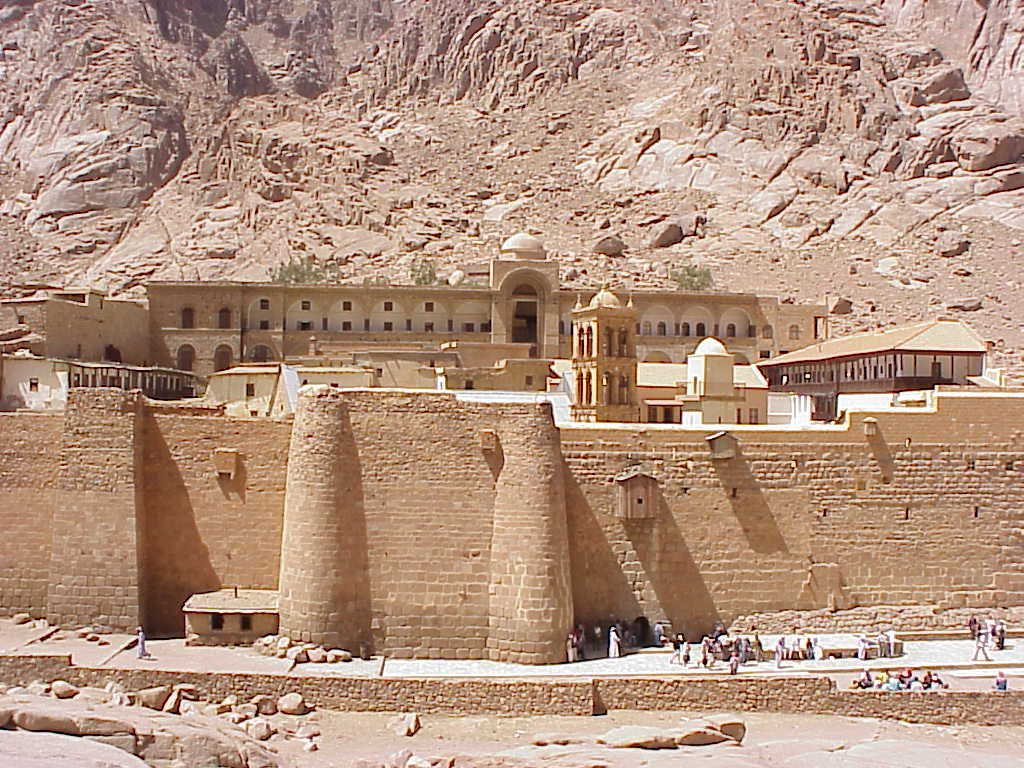
Das Katharinenkloster im Sinai. Über dem modernen Zugang ist der hölzerne Aufzugserker erkennbar

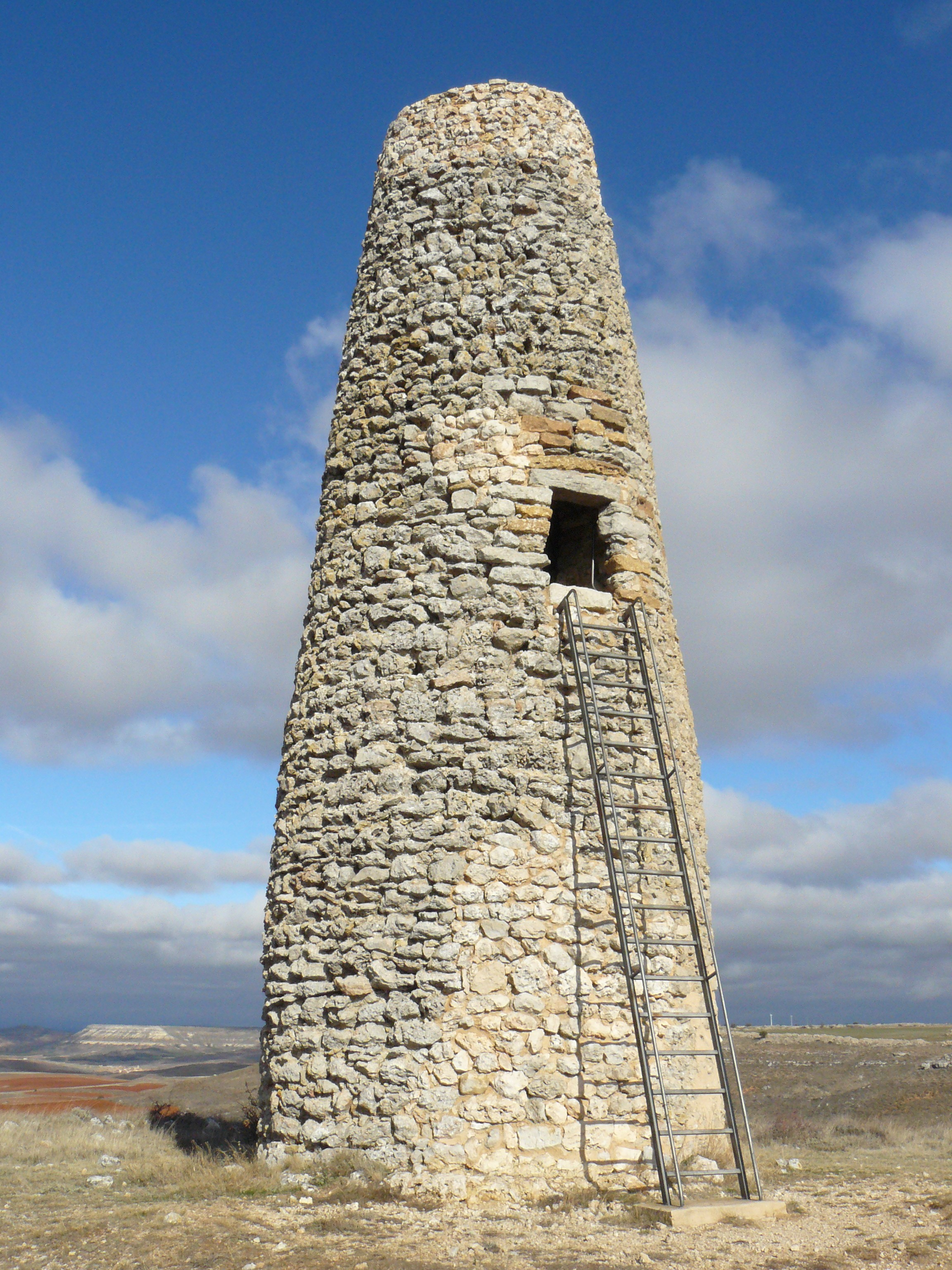
Mittelalterlicher Wachturm (atalaya) in Al Andalus

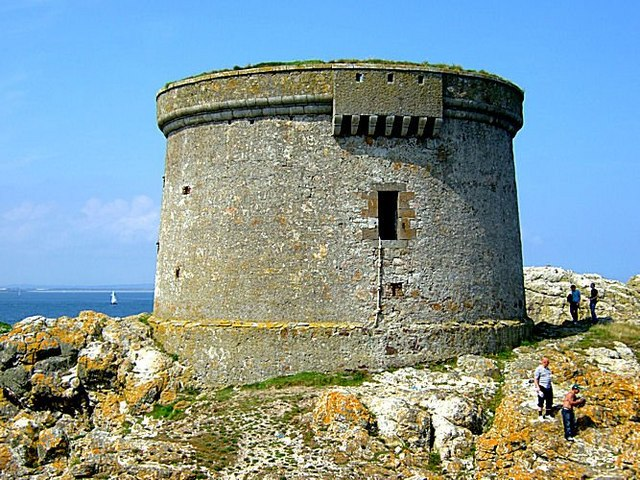
Ein Martello-Turm des frühen 19. Jahrhunderts an der irischen Küste

Ein Hocheingang ist eine in mittelalterlichen Burgen, insbesondere bei deren Bergfrieden, oft gewählte Form des Eingangs, der nicht ebenerdig erreichbar ist, sondern auf der Ebene eines höheren Stockwerks liegt. Der Hocheingang stellt dabei die unterste und oft auch die einzige Zugangsmöglichkeit zu einem befestigten Baukörper oder Wohngebäude dar.
Hocheingänge wurden bereits in antiker Zeit angelegt – so waren etwa auch die zahlreichen Limeswachtürme nur durch solche Eingänge zugänglich. Auch die Wachtürme (atalayas) des arabisch-maurisch besetzten Andalusiens hatten hochgelegene Zugänge.

## Der Hocheingang im mittelalterlichen Burgenbau
Die meisten Hocheingänge liegen auf der Hofseite zwischen fünf und zehn Metern über dem Bodenniveau und waren so gegen Beschuss von außen weitgehend geschützt. Einige Beispiele wurden jedoch an eher ungünstigen Stellen angelegt, etwa über der Feindseite einer Burganlage. Höhen über 15 Meter sind nur selten dokumentierbar. Der Zugang dürfte hier meist über ein in der Nähe stehendes Gebäude erfolgt sein, das gelegentlich nur noch archäologisch nachweisbar ist. Manchmal öffnen sich Hocheingänge heute nur etwa zwei bis drei Meter über dem Boden. Das ursprüngliche Bodenniveau lag meist einige Meter tiefer und wurde durch Gebäudeschutt aufgefüllt.
Der Hocheingang wird in der Regel durch eine hölzerne oder steinerne Treppe oder durch einen von einem anderen Gebäudeteil hinüberführenden Laufsteg erreicht. Direkt vor dem Eingang befindet sich meist ein hölzernes Podest, bei besonders langen Treppen können weitere Zwischenpodeste eingefügt sein. Durch einen steilen Aufgang und das schmale Podest vor dem Eingang wurde es Angreifern erschwert, massive Brechgeräte wie z. B. einen Rammbock einzusetzen. Unterhalb der Einstiegsöffnung haben sich oft die Kragsteine oder Balkenlöcher des Eingangspodestes erhalten. Auch die Verankerung eines hölzernen Vorbaus ist häufig noch zu erkennen. In einigen Fällen wurden Hocheingänge im Spätmittelalter oder der frühen Neuzeit auch durch vorgebaute Treppentürme mit Wendeltreppen erschlossen.
Gelegentlich konnte ein Hocheingang auch von einer eigenen kleinen Zugbrücke geschützt werden. Oft waren die hölzernen Vorbauten als Schutz gegen die Witterung überdacht. Einen solchen Vorbau zeigt etwa ein Votivbild (1499) des bayerischen Burgpflegers Bernd von Seyboltsdorf (Schärding, Oberösterreich). Der Eingang des Erkers öffnet sich hier seitlich, den Aufstieg ermöglicht ein offenbar fest verankerte hölzerne Treppe mit einem Geländer.
Die einfachste Art des Zugangs war eine bewegliche Leiter, die im Bedarfsfall schnell hochgezogen werden konnte. Bei dauerhaft bewohnten Burgen fand dieser Zugang jedoch kaum Verwendung. Sicherlich wurden gelegentlich auch Strickleitern als Zustiegshilfen verwendet. Die Bereithaltung einer Strickleiter oder eines einfachen Seils könnte besonders als Notbehelf sinnvoll gewesen sein, wenn etwa eine längere Holzleiter nicht in das Gebäude eingezogen werden konnte. Einige Autoren meinen sogar, die Strickleiter sei die gängigste Auf- und Abstiegsmöglichkeit gewesen (Hans Max von Aufseß).
Eine Miniatur im Codex Manesse (Her Kristan von Hamle) zeigt, wie ein Mann sich von einer Frau mit Hilfe einer Seilwinde in einem Korb hinaufziehen lässt. Dabei handelt es sich um die Darstellung eines verbreiteten Motivs, das vor allem aus den Vergilsagen des Mittelalters bekannt ist (Vergil im Korb): Die von Vergil angebetete Dame verspricht diesem ein nächtliches Treffen in ihrem Turmzimmer, bei dem er sich in einem Korb von ihr heraufziehen lassen soll. Sie lässt ihn dann jedoch absichtlich auf halber Höhe hängen, wodurch der Abgewiesene am nächsten Morgen zum Gespött der Leute wird. Die noch heute gängigen Redewendungen jemanden in der Luft hängen lassen und einen Korb geben gehen vermutlich auf diese Erzählung zurück. Ob Konstruktionen dieser Art als Lastenaufzüge oder sogar als Personenaufzüge allgemein verbreitet waren, lässt sich daraus jedoch nicht ohne Weiteres ableiten.
In der neueren burgenkundlichen Literatur wurde der Seilzug als Zugangshilfe zu einem Hocheingang bislang nur selten beachtet.
Im 19. Jahrhundert sah insbesondere August Essenwein den Seilzug als gängige Aufstiegshilfe an. So sind etwa auf seinen zahlreichen Rekonstruktionszeichnungen mittelalterlicher Burgen oft Personen zu erkennen, die mittels eines einfachen Aufzuges auf Türme gezogen werden. Otto Piper stellte diese Meinung allerdings in seiner bekannten Burgenkunde in Frage, da im Falle der Gefahr die Benutzung eines solchen Aufzugs seiner Ansicht nach nicht zweckmäßig sein konnte und überdies immer eine zweite Person zur Bedienung des Seilzugs im Turm erforderte. Er sah allerdings auch das Problem des Einziehens einer längeren hölzernen Leiter in einen Hocheingang. Seiner Auffassung nach behalf man sich hier mit festen hölzernen oder steinernen Konstruktionen am Fuß des Gebäudes. Eine kurze, leicht einziehbare Holzleiter soll dann bei höher gelegenen Eingängen den weiteren Zustieg ermöglicht haben.
Einige frühe Burgenforscher gingen davon aus, dass längere Holzleitern, die nicht im Gebäudeinneren geborgen werden konnten, an der Außenseite hochgezogen und befestigt wurden (Karl August von Cohausen).
Belegbar ist die Verwendung von Aufzugseinrichtungen bei Hocheingängen an einigen Beispielen aus dem orthodoxen Kulturkreis. Sehr gut erhalten ist etwa der hölzerne Aufzugserker des Katharinenklosters im Sinai, der bis ins 20. Jahrhundert der einzige Zugang zur stark befestigten Klosterburg war. Hier liegen die eigentlichen Aufzugsvorrichtungen allerdings im Inneren des dahinter liegenden Gebäudes. Die Seilwinde musste von vier Mönchen gleichzeitig bedient werden. Der Hocheingang war hier vor allem als Schutz vor Beduinenüberfällen angelegt worden.
Wesentlich spektakulärer sind die Seilzüge zu den Klöstern und Eremitagen um den heiligen Berg Athos, die teilweise noch heute nur auf diesem Weg zugänglich sind. Die 20 großen Klöster werden allerdings auch durch Torbauten erschlossen. Auch einige ägyptische Klöster waren ehemals nur über Aufzüge zu betreten. Die längsten Seilzüge führten zu den Meteora-Klöstern in Nordgriechenland. Diese Anlagen wurden auf gewaltigen Felstürmen errichtet, die Zugänge sind also nicht als klassische Hocheingänge anzusprechen. Diese Beispiele zeigen, dass kleine Seilwinden auch in den hölzernen Vorbauten vor mitteleuropäischen Hocheingängen installiert gewesen sein könnten. Aufzugsvorrichtungen im Gebäudeinneren sind hier aber nicht dokumentierbar.
In Einzelfällen wurden möglicherweise die Baukräne nach der Fertigstellung eines Turmes oder Gebäudes nicht abgebaut und weiter genutzt. Eine Darstellung in der Weltchronik des Rudolf von Ems (1340) zeigt gleich zwei solcher Lastenaufzüge. Ein Kran wird über eine Haspel betrieben, ein anderer über ein Laufrad. Ein mittelalterlicher Baukran mit Laufrad wurde auf der elsässischen Burg Fleckenstein rekonstruiert und dort vor einer hoch gelegenen Öffnung in der Felswand der Kernburg aufgestellt. Die Darstellung in der Weltchronik zeigt zusätzlich auch den Materialtransport über eine Holzleiter.
Häufig waren die Eingänge so eng und niedrig angelegt, dass nur jeweils eine Person ins Innere gelangen konnte. Der Hocheingang der Burg Tirol ist jedoch etwa 1,25 Meter breit und über drei Meter hoch. Die Pforten sind meist rundbogig, seltener spitzbogig überwölbt. Spätmittelalterliche Eingänge zeigen gelegentlich gerade oder gebrochene Türstürze, auch den Kleeblattbogen (Burgruine Kronsegg, Niederösterreich). Die Türrahmungen sind in der Regel sehr schlicht gehalten, manchmal belebt ein profilierter Wulst den Türstock. Wappen und Jahreszahlen stammen frühestens aus spätmittelalterlicher Zeit.
Die hölzernen Eingangstüren waren teilweise mit Eisen oder Schiefer verkleidet, um die Brandgefahr zu minimieren. Originale Türblätter aus dem Mittelalter sind allerdings nur selten erhalten geblieben. Nach innen waren die Portale meist durch zusätzliche Sperrriegel gesichert.
Manchmal wurden auch Zugänge zu ganzen Gebäudegruppen oder Burgabschnitten durch Hocheingänge gesichert. So liegt etwa das Tor der Kernburg der Veste Aggstein (Wachau) ungefähr sechs Meter über dem Hofniveau der Vorburg. In vier Metern Höhe öffnet sich das Vorburgtor der Küssaburg in Baden, das ehemals wohl über eine hölzerne Rampe zu erreichen war.
Auch im Burgenbau des nahen Ostens und im Kaukasus finden sich Beispiele von Hocheingängen. Bis heute rätselhaft ist die Funktion der im 5. Stock des Jungfrauenturms (Qız Qalası) in Baku gelegenen Außenpforte. Mauer- und Gewölbereste am Boden könnten hier auf einen abgegangenen Vorbau hindeuten.

## Funktion und Symbolgehalt
Ein Hocheingang erfüllte eine doppelte Aufgabe: Einerseits diente er der Sicherheit der Bewohner, anderseits konnte der Burgherr seine Besucher so direkt in den wohnlichen Bereich seiner Burg führen. Im unteren, oft kaum erleuchteten Geschoss lagerten oft Vorräte, Geräte und Material. Ebenerdige Zugänge in Ruinen, wie man sie heute ab und zu vorfindet, sind in vielen Fällen erst später herausgebrochen worden.
Gerade bei Bergfrieden und Landkirchen bot der Hocheingang Schutz vor Angreifern. Gleichzeitig war die erschwerte Zugänglichkeit jedoch auch von Nachteil: So wurde eine offensive Verteidigung der Burg erschwert. Aus einem Hocheingang heraus war es nur bedingt möglich, Angreifer in die Flucht zu schlagen. Einige Forscher sehen allerdings die passive Verteidigung als eine der wesentlichen Funktionen etwa eines Bergfriedes an. Man wollte nach dieser Auffassung hauptsächlich ein Eindringen des Gegners verhindern. So konnte wertvolle Zeit gewonnen werden, um etwa auf Entsatz zu warten oder eine günstigere Verhandlungsposition zu erreichen.
Gelegentlich wird auch dem Hocheingang mehr eine symbolische als praktische Funktion zugewiesen. So meint etwa der Mittelalterarchäologe Joachim Zeune, diese Zugangsform habe sich entwicklungsgeschichtlich „verselbstständigt“ und wäre mehr als Element einer mittelalterlichen profanen Machtsymbolik zu interpretieren.
Auch bei Warten (Wartturm, Luginsland) und Wohntürmen, französischen Donjons, englischen Keeps oder bei spanischen Torres del homenaje finden derart hochliegende Eingänge Verwendung. Weiterhin werden einige frühneuzeitliche und barocke Festungswerke durch Hocheingänge erschlossen. So öffnet sich auch der Zugang zum Ravelin vor dem Gemmingenbau der Willibaldsburg über Eichstätt aus Sicherheitsgründen erst einige Meter über der Grabensohle.
Sogar in der Zeit der Napoleonischen Kriege schützte man noch die 164 Martello-Türme des Britischen Weltreichs durch Hocheingänge. Die kleinen Einstiegsöffnungen waren oft durch darüber liegende Wehrerker gesichert.